# Турув (гміна Глогув)
Турув (пол. Turów, нім. Tauer) — село в Польщі, у гміні Глогув Глогувського повіту Нижньосілезького воєводства. Населення — 154 особи (2011).
У 1975-1998 роках село належало до Легницького воєводства.

## Демографія
Демографічна структура станом на 31 березня 2011 року:
|          | Загалом | Допрацездатний вік | Працездатний вік | Постпрацездатний вік |
| -------- | ------- | ------------------ | ---------------- | -------------------- |
| Чоловіки | 76      | 21                 | 51               | 4                    |
| Жінки    | 78      | 18                 | 49               | 11                   |
| Разом    | 154     | 39                 | 100              | 15                   |